# Marin-Les Piécettes
Le site de Marin-Les Piécettes est un site préhistorique palafittique se trouvant sur la commune de La Tène, située sur les rives du lac de Neuchâtel. Le site est apparenté à la culture de Cortaillod de type Port-Conty. Les fouilles menées entre 1998 et 2002 ont mis en évidence un village lacustre, d'une surface importante, avec palissades et chemin d'accès. Cette station lacustre comporte un bâtiment central construit sur tertre artificiel et autour duquel semble s'organiser l'ensemble du village, particularité qui n'a été identifiée sur aucun autre site palafittique du Plateau suisse. 

## Localisation du site
Le village de Marin-Les Piécettes se trouve sur la rive nord du lac de Neuchâtel et à proximité de l'embouchure de la Thielle. Son altitude est de 430 m, légèrement au-dessus du niveau actuel du lac et aujourd'hui à environ 300 m des rives.

## Historique
On découvre le site en 1998 à l'occasion de fouilles de sauvetage entreprises par le Service et Musée d'archéologie de Neuchâte et menée par l'archéologue Annie Dumont. Dès 1999, Matthieu Honegger reprend la direction des fouilles en ouvrant d'abord quelques sondages. Des fouilles systématiques sont entreprises dès cette année-là jusqu'en 2002. La surface excavée, de près de 3 000 m2, a mis en évidence un habitat lacustre comprenant une douzaine de maisons d'habitation au moins, dotées d'un plancher surélevé, ainsi qu'un chemin d'accès d'une centaine de mètres, des palissades ainsi qu'un bâtiment central bâti sur une butte artificielle.

## Organisation spatiale
Les alignements des trous de poteaux ont permis de différencier les différents édifices. Ainsi, une douzaine de bâtiments réservés à l'habitat ont été identifiés et présentent un plan rectangulaire, ainsi qu'une orientation générale du village, axé nord-est sud-est. Au centre de la zone fouillée, aussi centre du village, se trouve un tertre artificiel sur lequel a été érigée une structure rectangulaire d'une dimension de 8 mx3 m. Cette structure se différencie par le peu de mobilier y ayant été retrouvé, en comparaison aux maisons d'habitations où celui-ci est non seulement abondant, mais où l'on a surtout retrouvé des foyers. 

### Maisons d'habitation
Les maisons d'habitation mises au jour ont probablement été construites sur planchers surélevés,. Les éléments caractérisant ces habitations sont la présence de foyers, repérables grâce à des chapes d'argile ; de déchets, comprenant du mobilier et de la faune archéologique ; l'entassement de galets. L'emplacement des parois est identifiable grâce aux alignements de pieux, plus nombreux à ces endroits-là. Le nombre de pieux, important, de pair avec les analyses dendrochronologiques effectuées sur un corpus de 18 pieux, donnent une période d'occupation qui s'étend de 3504 à 3483 avant notre ère. Au vu de la quantité de pieux retrouvés sur le site, il a pu être établi que des maisons ont été rebâties, laissant ainsi penser que l'occupation du site ait duré une cinquantaine d'années.  

### Bâtiment central et tertre
Là où les sites néolithiques ne distinguent généralement pas, dans les habitats, d'inégalité marquante dans l'architecture des maisons, les études de répartition spatiale du mobilier montrent cependant que certaines maisons sont liées plus spécifiquement à un horizon précis d'objets. À Marin-Les Piécettes, une structure quadrangulaire semble faire office de bâtiment central, autour duquel s'articule le village. Cette dernière n'est pas une maison d'habitation; elle est construite sur un tertre artificiel. Cet édifice a suscité un grand intérêt pour la recherche, de par son caractère inédit et des informations qu'il lègue quant à l'organisation sociale des sociétés palafittiques du Néolithique. Le tertre et le bâtiment ont connu trois phases de construction. 
Lors de la première phase, le bâtiment mesure huit mètres de long et un peu moins de trois mètres de large et le nombre de pieux est assez important. Le tertre, de forme ovale, fait environ 30 cm de haut à ce stade-là et mesure environ 5 × 11 m.
Durant la deuxième phase, le bâtiment maintient le même plan mais requiert l'utilisation d'un nombre de pieux inférieurs. Au préalable, le tertre a été surélevé de 20 cm, atteignant ainsi une hauteur de 50 cm.
La troisième et dernière phase comprend moins de pieux mais d'un diamètre plus important. Le plan de la maison ainsi que son orientation restent identiques, cependant deux nefs semblent organiser l'espace interne du bâtiment. La nef au nord-est est la plus large et il faut y voir un lien avec le chemin de planches passant de ce côté-là de la maison, peut-être pour en faciliter l'accès. Le tertre est également surélevé et atteint les 90 cm de hauteur, alors que ses dimensions atteignent 15 m de largeur et 24 m de longueur. La profondeur à laquelle sont enfoncés les pieux est de 2m environ, alors que les pieux des autres édifices ne descendent pas si bas dans le sol. Ceci est probablement dû à une élévation plus importante de l'édifice, demandant par conséquent un ancrage plus important. 
L'architecture de ce bâtiment montre qu'il ne s'agit pas d'une maison d'habitation, ce qui transparaît également dans les vestiges trouvés à proximité de ce lieu. En effet, aucune trace ne suggère l'emplacement d'un foyer dans ce bâtiment, contrairement aux maisons d'habitation du village. On n'y trouve non plus pas de traces de déchets comme c'est le cas dans les habitations, nous poussant à considérer que ce bâtiment avait une fonction différente des autres édifices.

### Chemin d'accès
Un chemin parcourant une distance d'environ 110 mètres permettait l'accès au village lacustre de Marin-Les Piécettes. Celui-ci se démarque des autres chemins d'accès connus dans les sites palafittiques du Plateau suisse ou du Jura français. En effet, le schéma plus généralement retrouvé montre l'existence de chemins de planches au sol, tandis que le chemin de Marin-Les Piécettes consistait en un remblai de limons suffisamment surélevé pour permettre de marcher les pieds au sec.
Le chemin suit un tracé nord-ouest / sud-est, en ligne quasiment droite. A priori, les pieux dont les vestiges avaient permis de restituer le chemin d'accès au village auraient en fait constitué une palissade au chemin d'accès, lui servant peut-être de clôture défensive. À l'entrée du village, il traverse les palissades et subit un étranglement à hauteur de l'entrée, située après la dernière palissade, probablement à des fins défensives. À cet endroit-là, la largeur du passage n'est plus que de 80cm de large, contre 1,60 m de large sur le reste du chemin en moyenne. Une fois l'entrée passée, le chemin desservait le bâtiment central par son côté sud-ouest et continuait même au-delà.  